# Java Jive
Java Jive – indonezyjski zespół muzyczny z Bandungu. Został założony w 1993 roku.
W skład zespołu wchodzą: Fatur i Danny (wokal), Capung (gitara), Noey (bas), Tony (klawisze), Edwin Saleh (perkusja).
Ich debiutancki album pt. Java Jive 1 z 1994 r. został dużym sukcesem komercyjnym, a utwór „Kau yang Terindah” przyniósł im rozpoznawalność na lokalnej scenie muzycznej. W 2006 r. wydali album Java Jive 1993-2006, który w dwa miesiące od premiery sprzedał się w nakładzie przekraczającym 40 tys. egzemplarzy.

## Dyskografia
Albumy studyjne
- 1994: Java Jive 1
- 1995: Java Jive 2
- 1997: Java Jive 3
- 1999: Java Jive 4
- 2008: Stay Gold
- 2013: Java Jive 20 Teman Sehati

Kompilacje
- 2003: The Best of Java Jive
- 2006: Java Jive 1993-2006